# 媒剤
媒剤（ばいざい）は、絵具やインクの色素を基底材に押し広げる成分である、展色材（てんしょくざい）、ビークル(vehicle)。更には、水やターペンタインなど、展色材ではない溶剤単独のものを指す場合もある。文献によってはメディウム (medium) の訳語としているが、異なる説明をする文献もある。近似の語に媒材があるが、こちらも異なる概念として説明する文献がある。

## 主な媒剤の種類
絵具に使われる媒剤としては以下のようなものがある。

### 溶剤
油彩のターペンタインや水

### 溶剤の蒸発で乾燥するもの
日本画の膠水、水彩のアラビアゴム水溶液、溶剤型アクリル絵具の展色材、水性アクリル絵具のアクリルエマルション、ダンマル樹脂 （英: Dammar gum） 、マスチック樹脂 （英: Mastic） 、コーパル樹脂 （英: Copal） などの樹脂溶液。

### 溶剤の蒸発と化学的な変化で乾燥するもの
テンペラの乳濁液など。

### 酸化重合で乾燥するもの
油彩画の乾性油、アルキド樹脂など。

### 熱可塑性によるもの
熱によって融解した状態で塗られ、冷えて固まるもの。エンカウスティック(蝋画)に用いられる蝋。

## ギャラリー

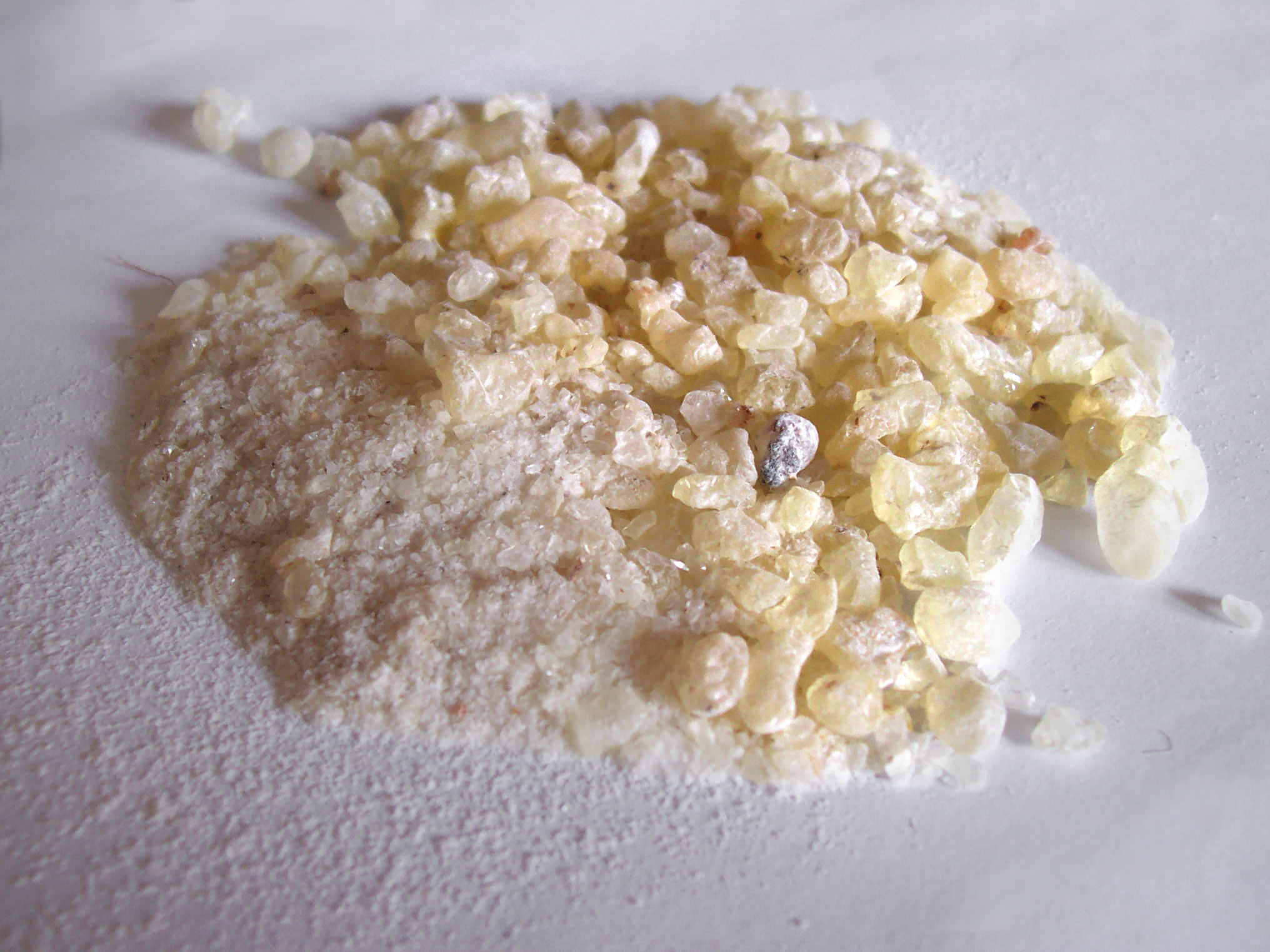
ダンマル樹脂
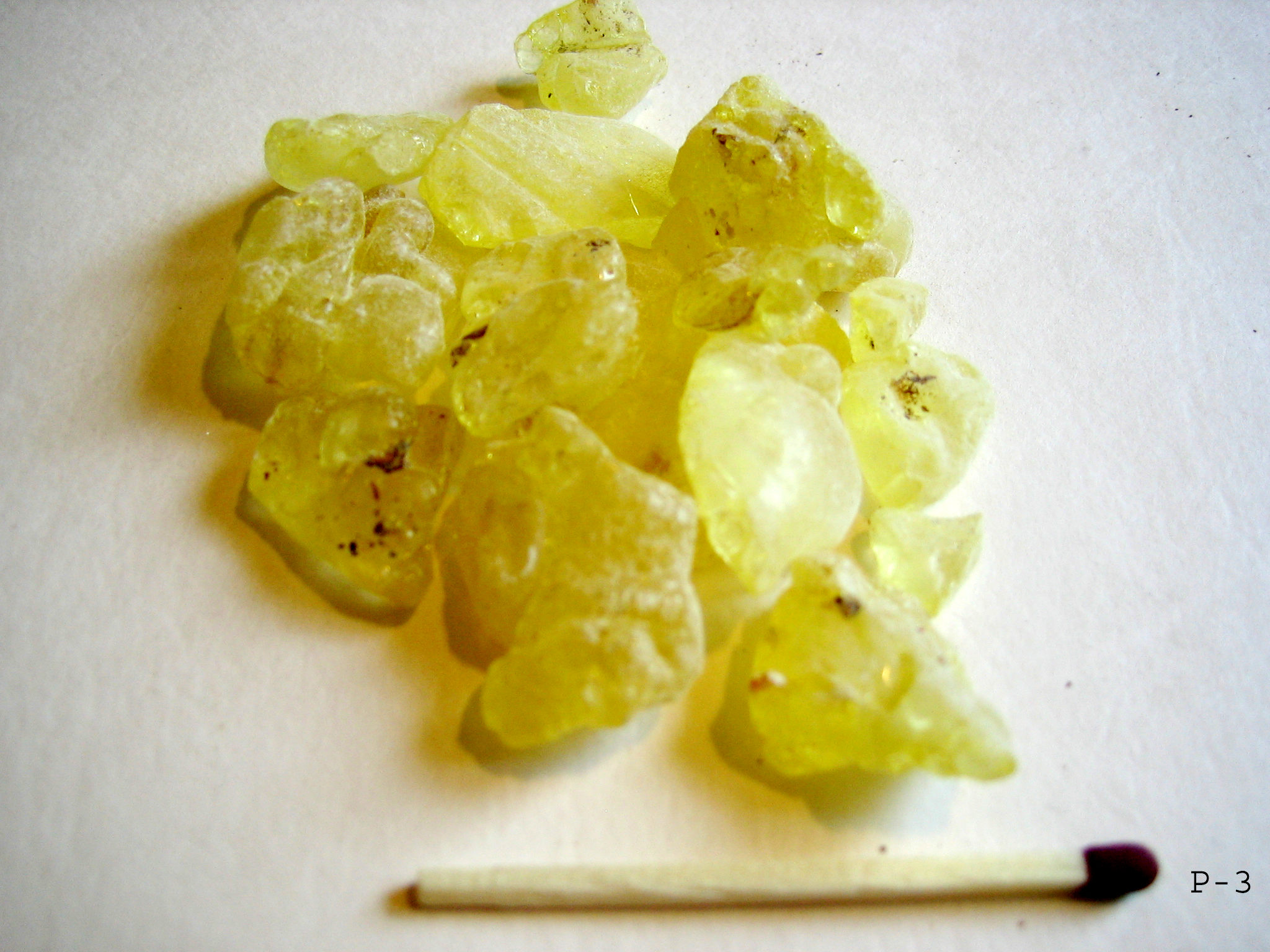
マスチック樹脂
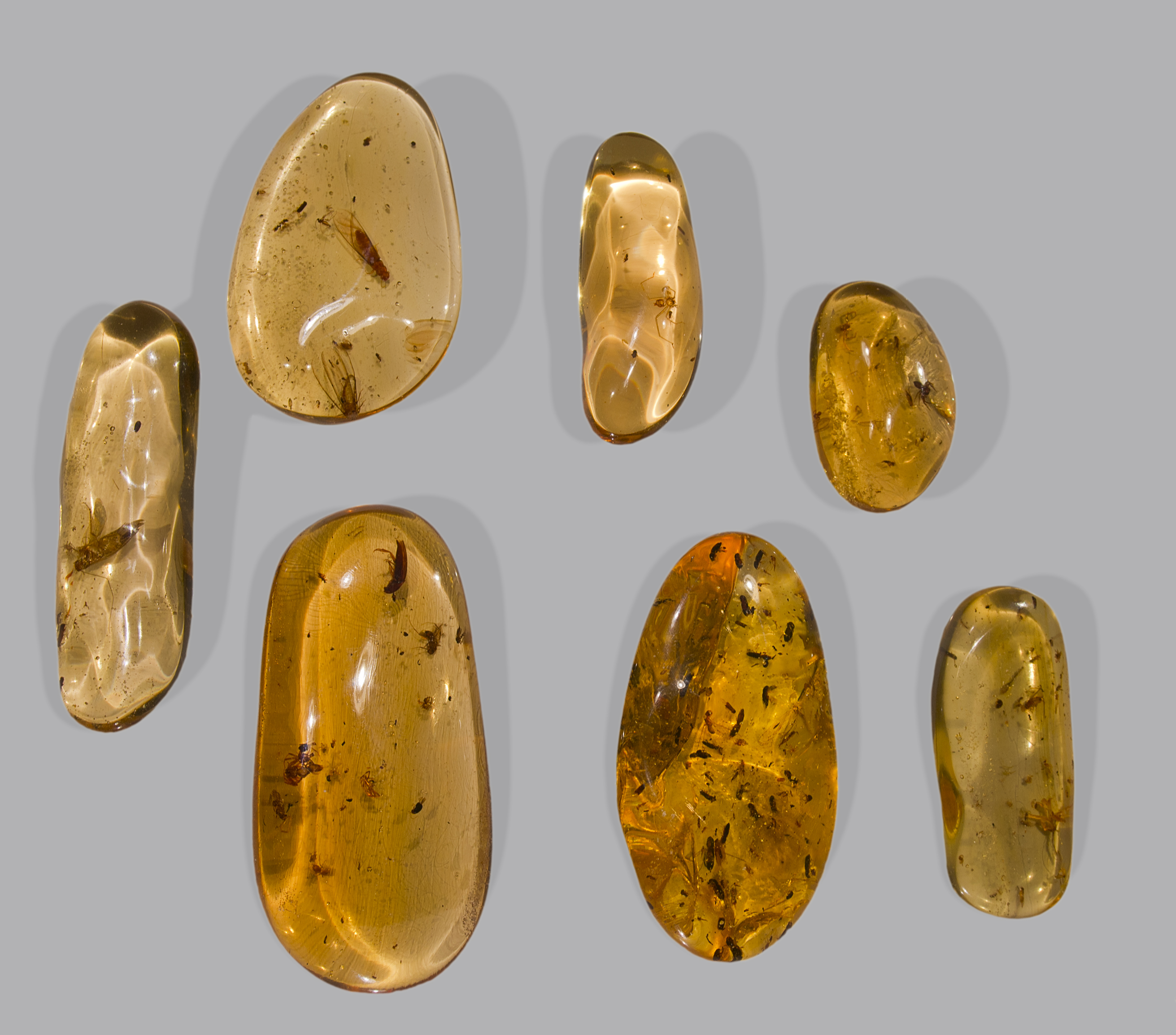
コーパル樹脂
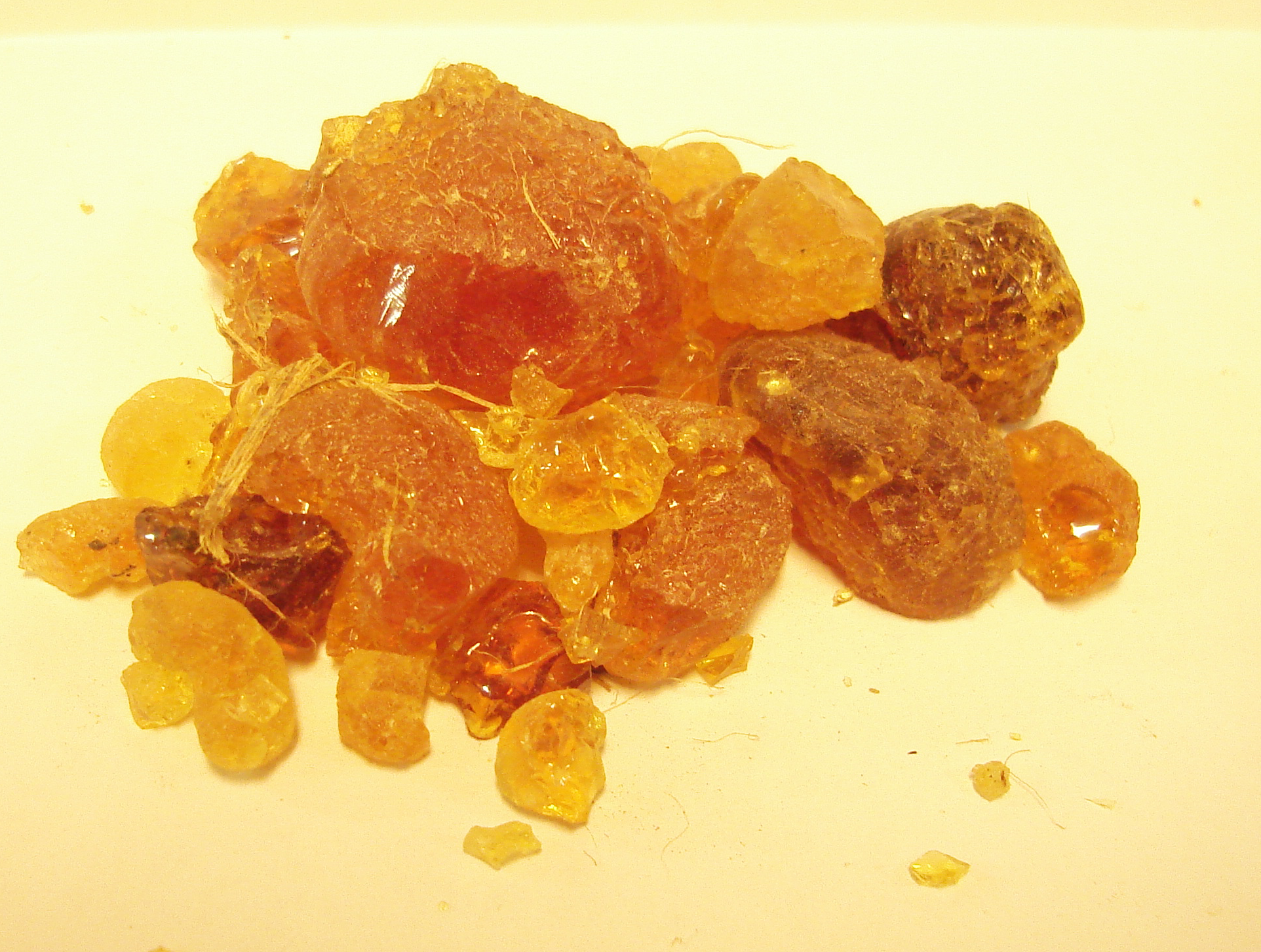
アカシア樹脂
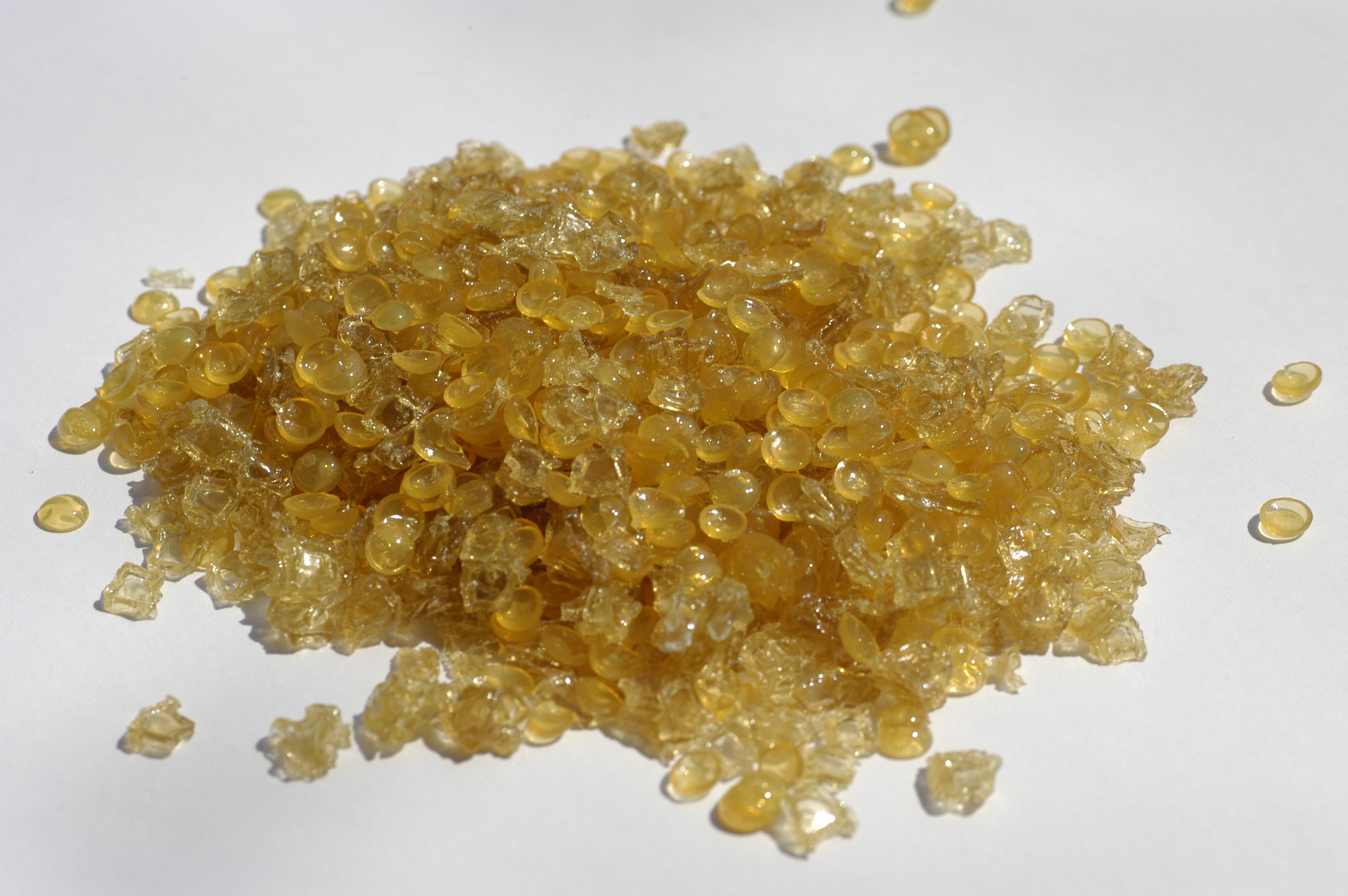
果粒状の膠
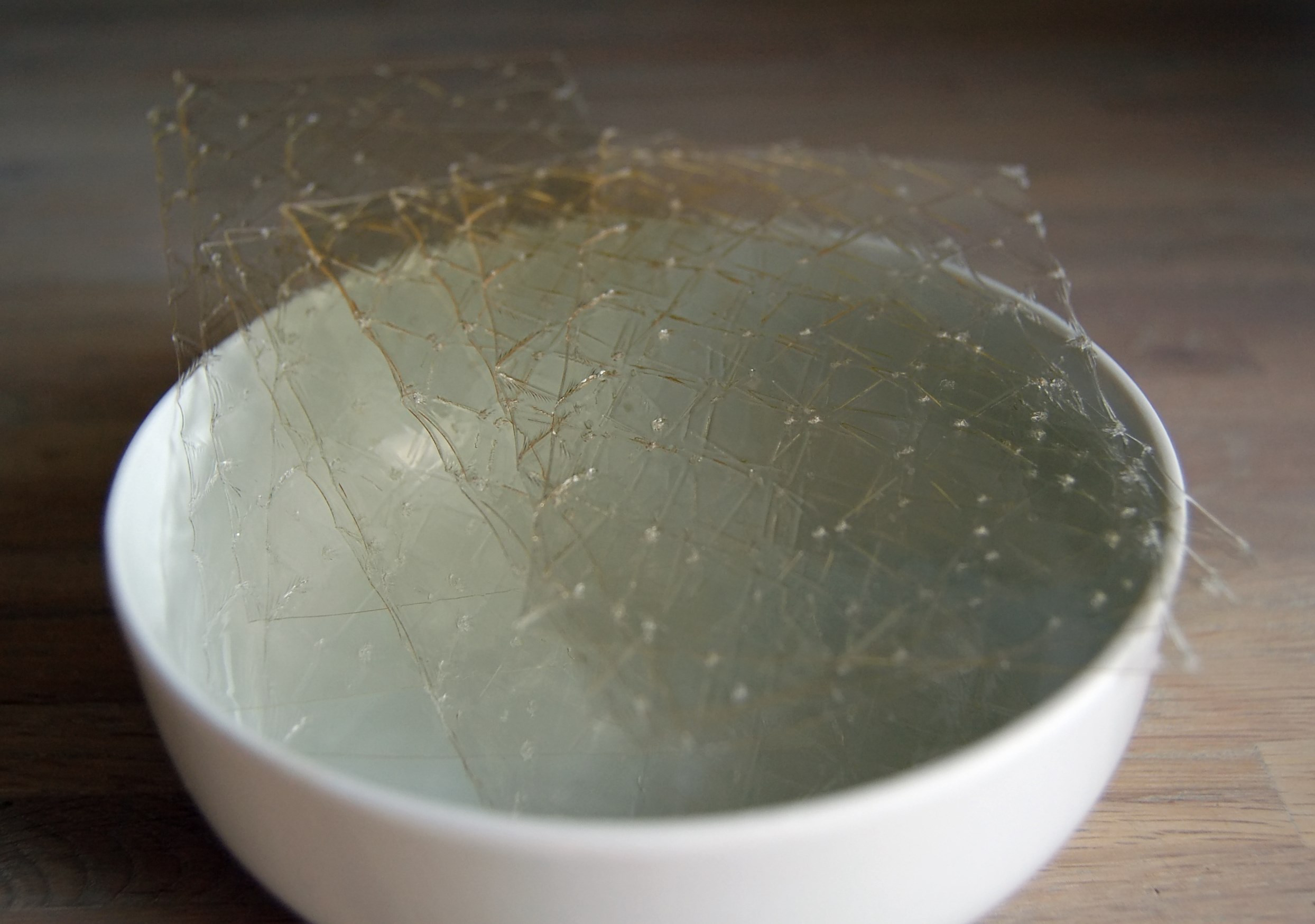
ゼラチン
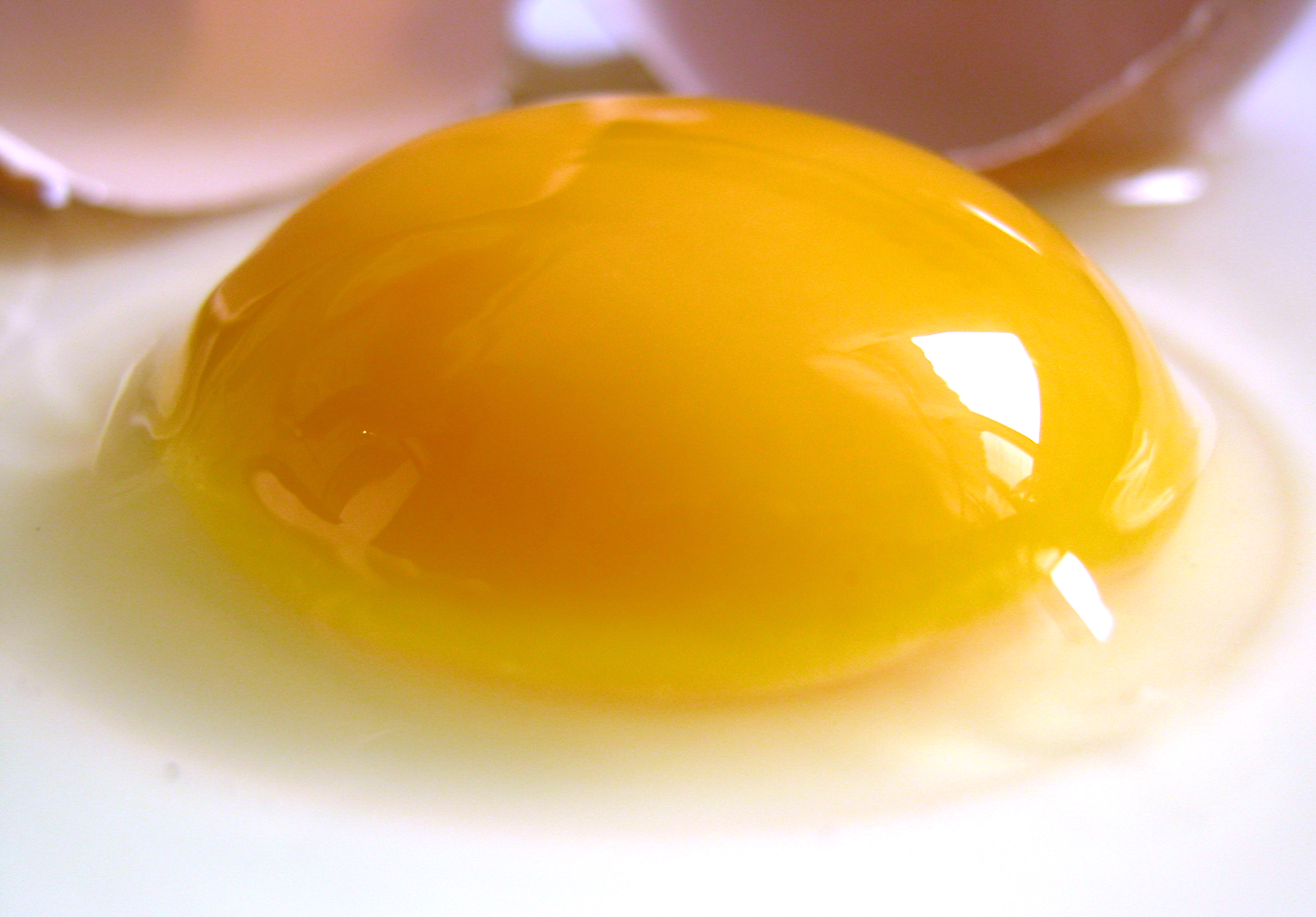
鶏卵
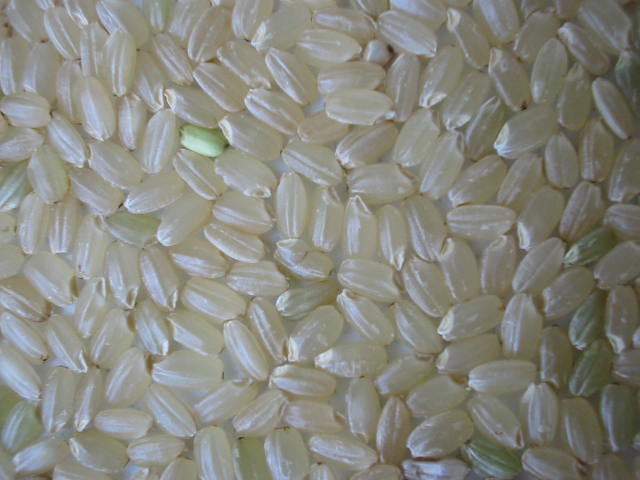
米糊の原料となる米
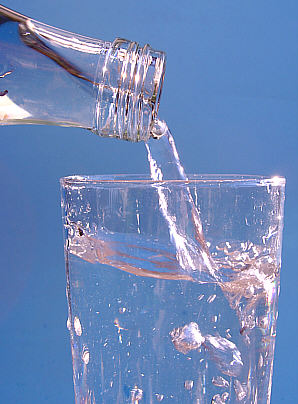
水
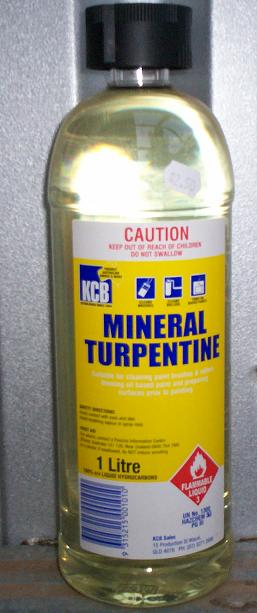
石油系溶剤
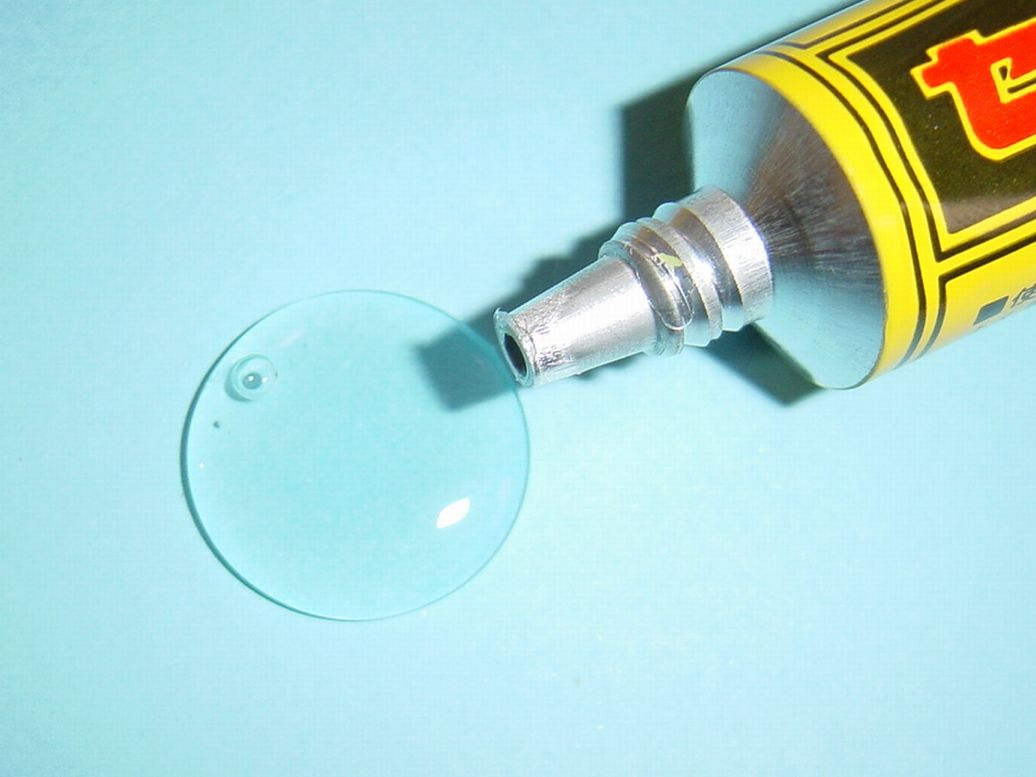
接着剤